# 龍谷大前深草駅

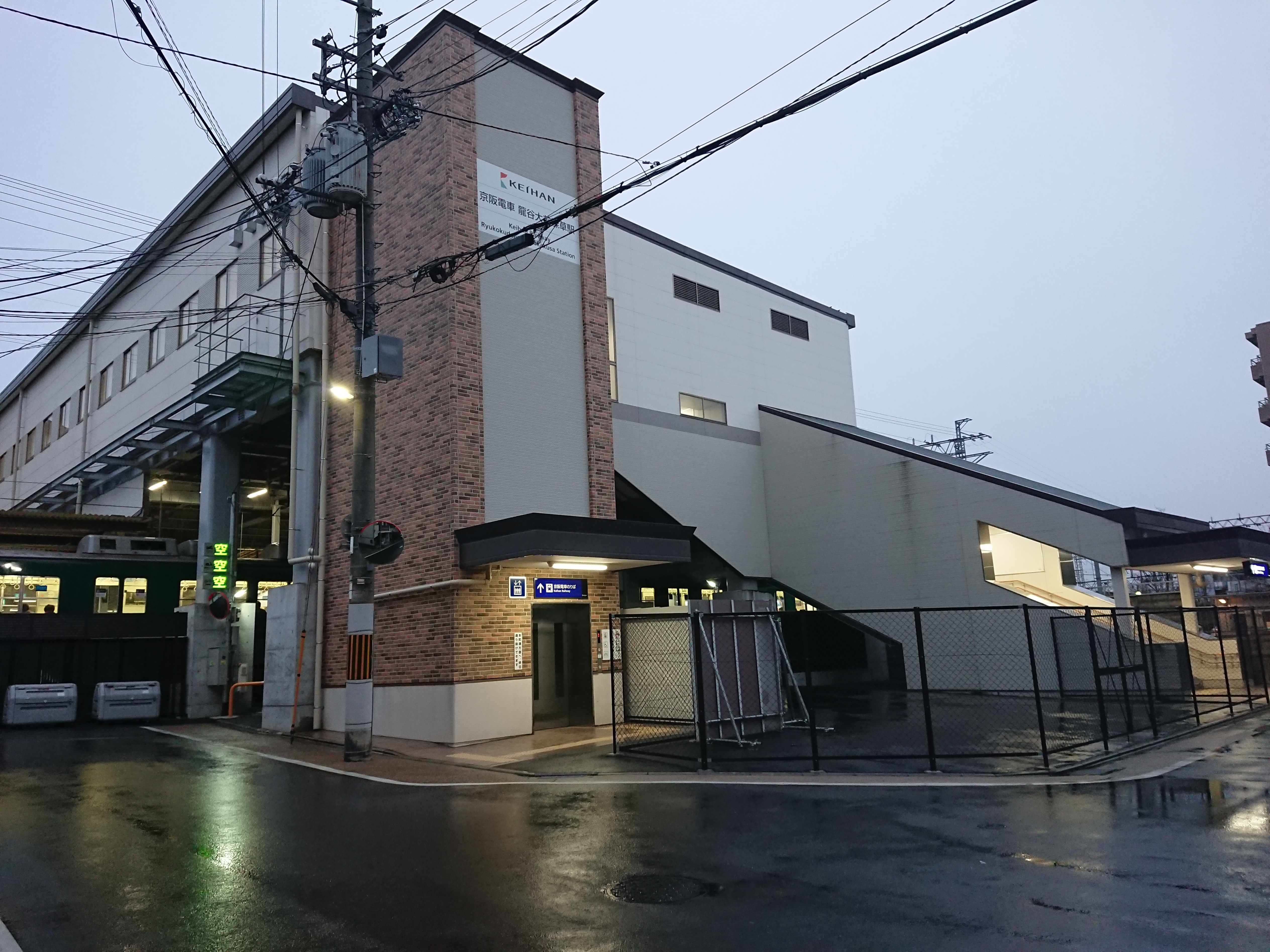
西口（2019年12月）

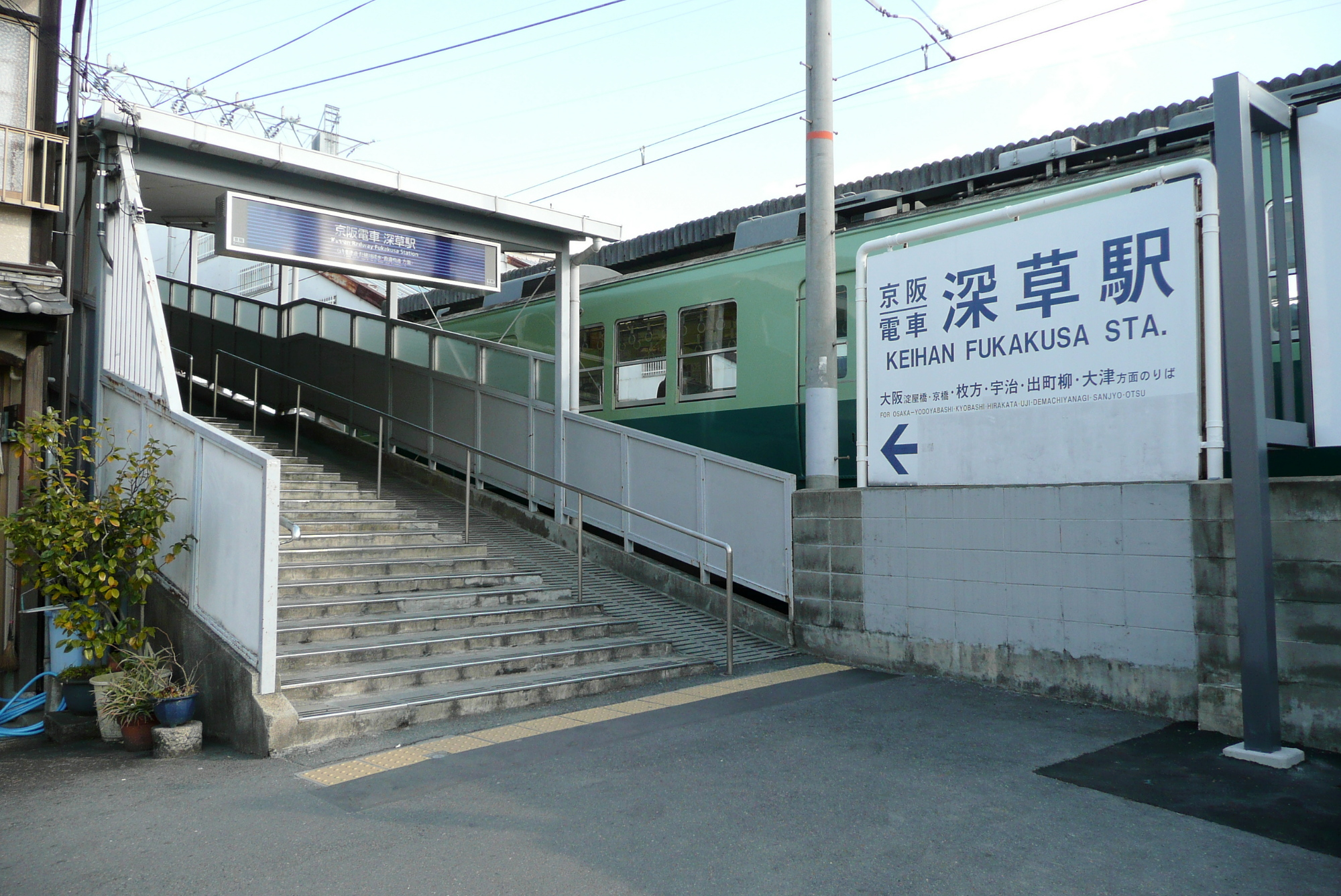
旧西口（2008年1月）

龍谷大前深草駅（りゅうこくだいまえふかくさえき）は、京都府京都市伏見区深草ススハキ町にある、京阪電気鉄道京阪本線の駅。駅番号はKH33。

## 概要
2019年9月までの旧称は単に「深草駅」であった。
龍谷大学深草学舎の最寄り駅であり、同大学へ通う学生の利用が大部分を占めることから、現駅名になる前から駅名標の横に「龍谷大学前」の掲示を設置するなどのアピールが行われていた。
2019年10月1日に石清水八幡宮駅と共に現行の駅名となったが、同日に阪急や阪神など周辺他社においても近隣の大学名を冠した駅名への変更が行われた駅がある。

## 歴史
創業時から車庫が併設された拠点駅で、1917年（大正6年）には隣接する深草車庫の検車庫・事務所、留置車両10数両が全焼する火災が発生している。戦争中の一時期、急行停車駅であった。戦後、列車無線基地局が設置される。東福寺変電所の改修工事では移動変電所が配置された。1960年代末より、橋上駅舎への建て替えと、留置線スペースを転用したホームおよび待避線の延長が実施された。1980年（昭和55年）3月の淀車庫の完成により深草車庫は廃止され、駅東側に留置線2本が残されたが、のちに1線を撤去してホームが拡張された。2010年代に入り、橋上駅舎のバリアフリー設備設置工事も兼ねた建て替えが開始され、2016年（平成28年）3月末より2代目橋上駅舎の使用が開始された。

### 橋上駅舎の建て替え工事
2000年代までの駅舎はバリアフリー設備はなく西口と改札階を結ぶスロープがあるだけ、また待避線（1番線・4番線）は8両編成の列車が待避可能ながらホーム有効長は7両分しかなかった。これは、
1. ホームの幅が狭いために、橋上駅舎への階段を出町柳寄りホーム端部に設置せざるを得ないことから1両分のホームの用地が犠牲になっている
2. ホーム南側は京都府道201号中山稲荷線（通称「第1軍道」）の古い跨線橋が覆う形となっている

という二つの理由で8両編成分のホームへの延伸ができず、またホームの狭さゆえにバリアフリー設備の設置が困難だったことによる。これを解消するため、国土交通省の鉄道駅総合改善事業による補助を受けて、京都市が車椅子対応のエレベーターなどのバリアフリー設備の設置を計画した。2014年度着工・工期約3年で従来の駅舎の南側にエレベーター4基を持つ新橋上駅舎を新築することが決定、それに併せてホーム幅も2m拡張される。なお工事の事業主体は京阪グループの第三セクターである中之島高速鉄道となり、実際は京阪が受託する形で行われる。

### 年表
- 1910年（明治43年）
  - 4月15日：京阪本線開業と同時に、稲荷駅として設置[9]。
  - 12月16日：深草駅に改称[9]。
- 1935年（昭和10年）6月29日：鴨川水害で軌道や駅舎の破損で当駅-三条駅間が不通に、7月1日七条駅まで運転再開[10]。
- 1943年（昭和18年）10月1日：会社合併により京阪神急行電鉄（阪急電鉄）の駅となる。
- 1944年（昭和19年）7月16日：急行停車駅となる[11]。
- 1946年（昭和21年）2月15日：急行運転が復活するも急行は通過駅になる[12]。
- 1949年（昭和24年）12月1日：会社分離により京阪電気鉄道の駅となる。
- 1963年（昭和38年）11月16日：駅の移設工事に伴い隣接する車庫線の一部を廃止[13]。
- 1964年（昭和39年）3月15日：駅を現在の位置に移設、5月15日新駅舎の使用を開始[14][9]。
- 1971年（昭和46年）8月15日：橋上駅舎化[9]。
- 1980年（昭和55年）3月17日：隣接する深草車庫の廃止[3]。
- 1987年（昭和62年）12月25日：ホーム・階段の幅を1メートル拡張。この用地確保のため、東側に残っていた留置線2本のうち1本を撤去[15]。
- 1988年（昭和63年）8月28日：自動改札機設置[16]。
- 2011年（平成23年）12月17日：ホームに異常通報装置を設置[17]。
- 2015年（平成27年）
  - 2月下旬：駅舎建て替え工事に関連した出町柳行プラットホームの拡幅工事が完成[18]。
  - 5月15日 - 5月17日：ホーム幅の拡張工事に伴い4番線の使用を中止[19]、淀屋橋方面ホーム最大2メートル拡幅される[18]。
- 2016年（平成28年）
  - 3月19日：ダイヤ改正で日中の普通電車の運用が無くなり、準急のみ停車する時間帯が生まれた。
  - 3月31日：橋上駅舎および自由通路のバリアフリー化（建替え）工事が完了し、新橋上駅舎の使用を開始[4][20][21]。
  - 6月11日：前日で定期券販売を終了した伏見稲荷駅に代わり、自動定期券発行機を設置[22]。
  - 同年中：駅名標の隣に「龍谷大学前」の掲示を設置[23]。
- 2019年（令和元年）10月1日：駅名を龍谷大前深草駅に変更[2][24][25]。

## 駅構造
島式2面4線のホームを持つ、待避設備を備えた橋上駅である。橋上駅舎はホームの出町柳寄りに設けられている。改札口は1ヶ所のみで、東西に出入口がある。かつては駅のホーム屋根の柱は「深草」に合わせて『深緑色』に塗られていたが、新駅舎に完成に合わせてグレー系に塗りなおされた。
2016年3月末より新駅舎が使用開始された。また、車椅子対応のエレベーターが4基、オストメイト対応の多目的トイレも設置され、照明設備はLED化された。

### のりば
| 番線 | 路線      | 方向 | 行先                 |
| ---- | --------- | ---- | -------------------- |
| 1・2 | ■京阪本線 | 上り | 三条・出町柳方面     |
| 3・4 | ■京阪本線 | 下り | 淀屋橋・中之島線方面 |

付記事項
- 内側2線（2番線と3番線）が主本線、外側2線（1番線と4番線）が待避線である。

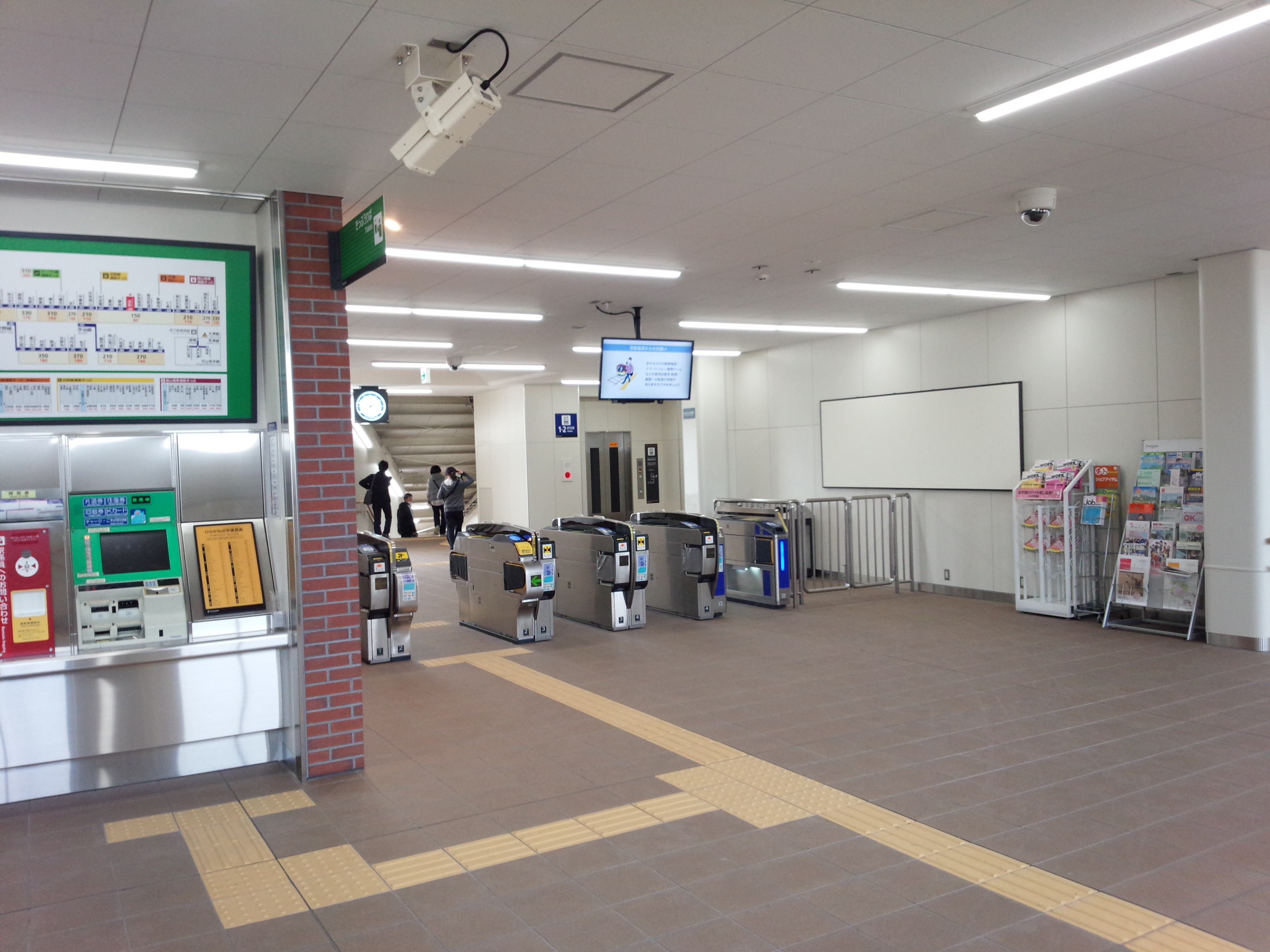
改札口（2016年3月）
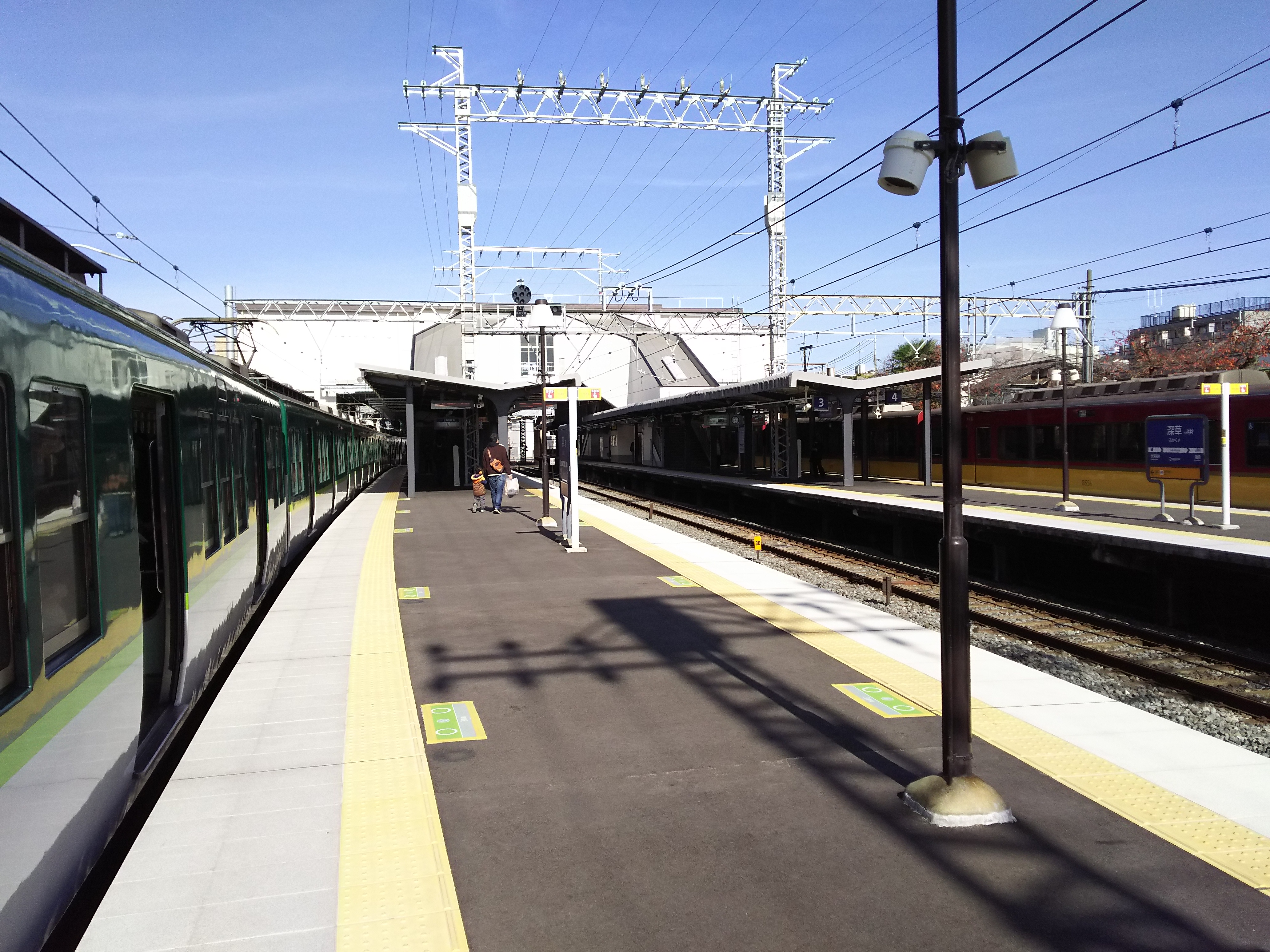
ホーム（2016年11月）

## 特徴
- 待避設備があるため、発車メロディが導入されている。当駅を含む主要駅の発車メロディを順序良く繋ぐと、一つの曲として成立する。
- 前述の通り、かつてこの駅に車庫が併設されていた。その名残からか、列車の行き先表示幕には、現在使われることのない「深草」幕が入っている。深草駅までの列車は1987年（昭和62年）まで存在していた。
- 待避設備があり、朝や夕方を中心に準急や普通が、特急や快速急行を待避している。
  - 　2003年9月以前は日中でも普通は特急・急行の2本待避をしていた。
  - 2008年（平成20年）10月18日までは朝・夕ラッシュ時は大半の普通列車がK特急・特急・急行の待避を行っていた。特急・急行に2本まとめて抜かれる場合もあった。
  - 2025年3月22日改定では日中の退避はなくなった。それ以前のダイヤでは日中で準急が快速急行を退避していた。
  - 停車する営業列車はすべて7両編成であるが、8両編成は待避線のみ停車可能であり、回送列車が優等列車を待避する場合に見られる。
  - 正月ダイヤでは例年、日中でも下り普通が特急を待避する。
- 駅舎の建て替えに合わせて駅北西側に変電所の新設工事が開始されている[27]。

## 利用状況
近年の1日あたり利用客数の推移は下記の通り。
新型コロナウイルスの影響で多くの講義がリモートで行われていた2020年度は乗降客数が極端に落ち込み、同年度に限れば線内で最も少ない鳥羽街道駅と大きく変わらない数値となっている。
| 年度   | 乗降人員 | 乗車人員 |
| ------ | -------- | -------- |
| 2007年 | 11,378   | 5,773    |
| 2008年 | 11,566   | 5,803    |
| 2009年 | 11,584   | 5,778    |
| 2010年 | 10,978   | 5,463    |
| 2011年 | 11,597   | 5,770    |
| 2012年 | 10,823   | 5,460    |
| 2013年 | 11,838   | 6,033    |
| 2014年 | 10,131   | 5,255    |
| 2015年 | 11,946   | 6,052    |
| 2016年 | 10,451   | 5,405    |
| 2017年 | 10,710   | 5,496    |
| 2018年 | 10,921   | 5,499    |
| 2019年 | 10,648   | 5,404    |
| 2020年 | 2,984    | 1,507    |
| 2021年 | 7,222    | 3,685    |
| 2022年 | 8,868    | 4,523    |

## 駅周辺
東側入り口前に飲食店が数軒あり、JR奈良線の踏切を渡った先には五百羅漢の石仏で知られる石峰寺・京都最古の多宝塔の残る宝塔寺がある。西側入り口前に自転車置き場と駐車場があり、すぐ近くに小学校、そこから少し西へ進むと京都府警察学校と龍谷大学がある。
- 稲荷駅（西日本旅客鉄道奈良線）
- 龍谷大学深草学舎、短期大学部
- 京都市立砂川小学校
- 京都府警察学校
- 京都地方法務局伏見出張所
- 京都市立京都工学院高等学校（立命館中学校・高等学校跡地）
- 京都聖母学院中学・高等学校

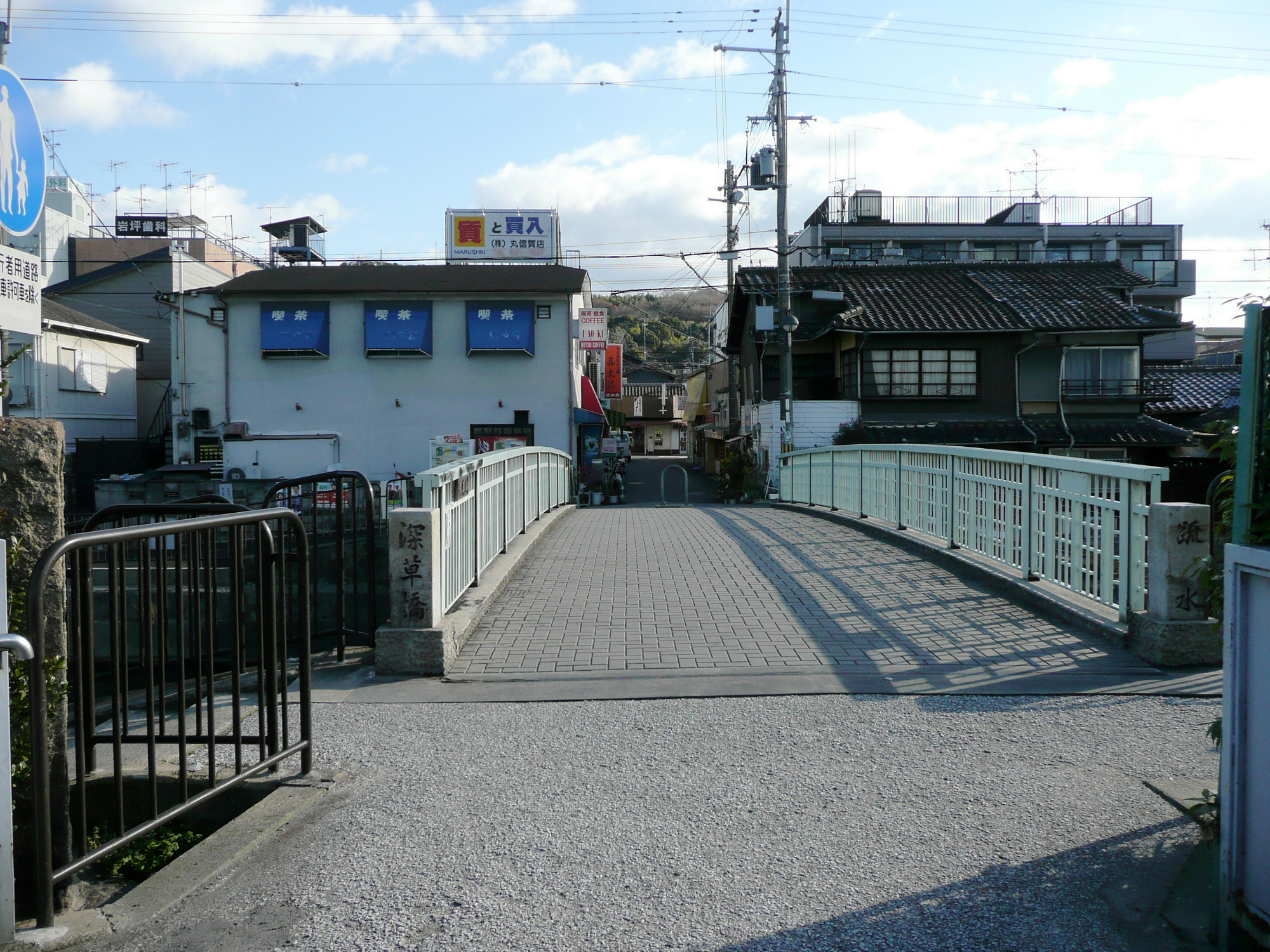
東口前（2008年1月）
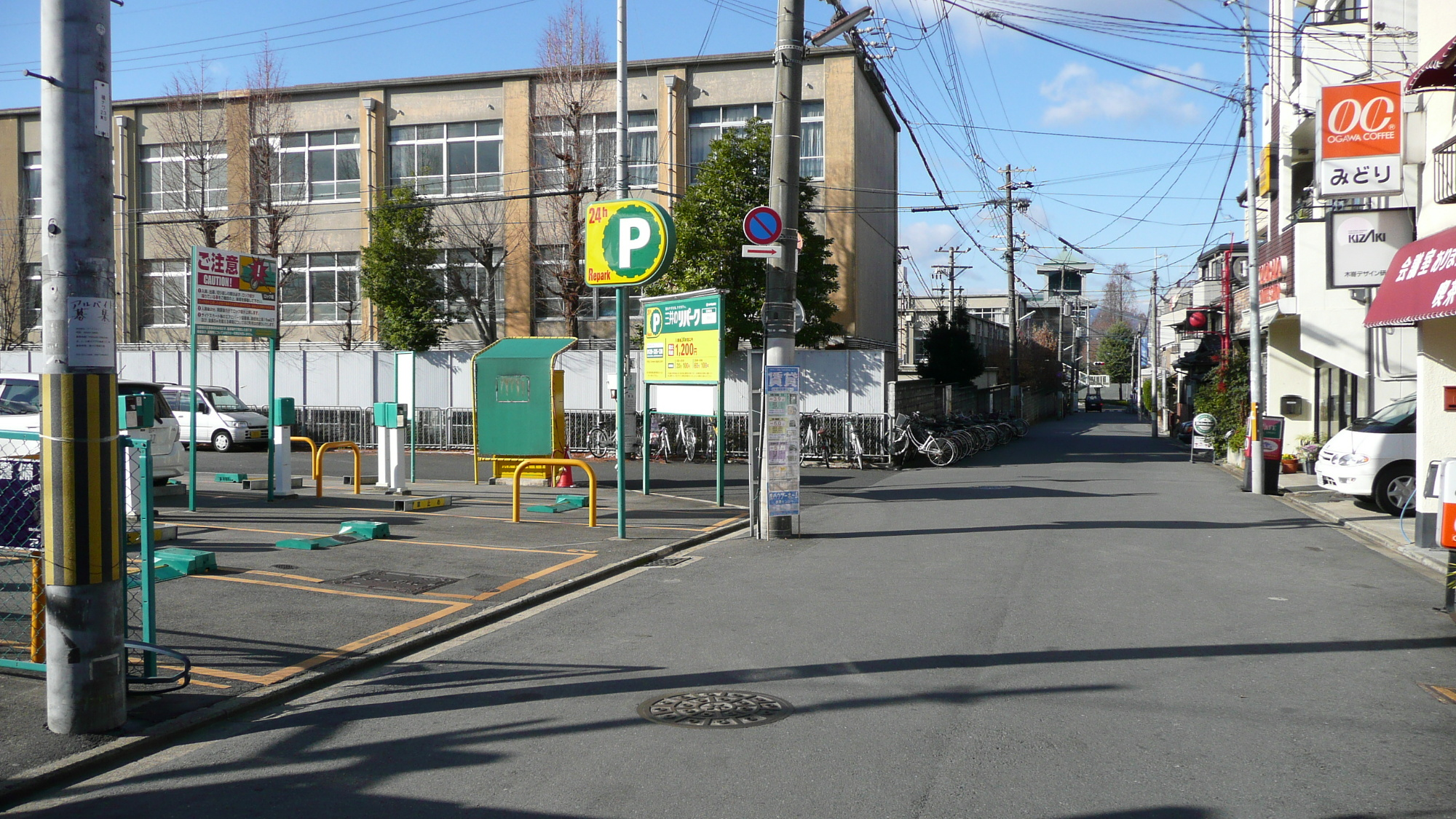
西口前（2008年1月）

### バスのりば
当駅にはバス路線は乗り入れていない。また名神高速道路にある深草バスストップ（京都深草）は同じ深草を名乗る当駅から約1 kmの距離にあるが、京阪本線におけるバスストップの最寄駅は隣の藤森駅である。
警察学校前
バス停は駅前ではなく、駅から西に徒歩3分の師団街道沿いにある。
- 京都市バス
  - 南5号系統：竹田駅東口・横大路車庫前行／京都駅行
  - 急行105号系統（休止中[30]）：竹田駅東口・横大路車庫前行／京都駅前行

## 隣の駅
京阪電気鉄道
京阪本線
■快速特急「洛楽」・□ライナー・■特急・■通勤快急・■快速急行・■急行
通過
■通勤準急（平日朝下りのみ運転）・■準急・■普通
藤森駅 (KH32) - 龍谷大前深草駅 (KH33) - 伏見稲荷駅 (KH34)
- 括弧内は駅番号を示す。